# عملية إبسوم
عملية إبسوم العسكرية (بالإنجليزية: Operation Epsom)‏، تعرف بالمعركة الأولى في أودن (بالإنجليزية: First Battle of the Odon)‏، هي هجوم بريطاني في الحرب العالمية الثانية، حدث بين 26 و30 يونيو 1944م خلال معركة نورماندي التي اعتُمد فيها على التطويق والحصار للقوات الألمانية المحتلة لمدينة (كان) وكانت عملية مهمة للحلفاء في المراحل المبكرة من اجتياح الشمالي الغربي الأوربي.
بدأت معركة إبسوم في صباح 26 يونيو بعناصر من فرقة المشاة الخامسة عشر الاسكتلندية التي تقدمت تحت وابل من القذائف المدفعية، كانت الحماية الجوية مشتتة في أغلب أوقات المعركة بسبب الطقس السيئ في بريطانيا الذي أجبر القادة في الدقيقة الأخيرة على إلغاء دعم قاذفات القنابل.

## خلفية
كانت مدينة كاين النورماندية أحد أهداف إنزال نورماندي D-Day لفرقة المشاة البريطانية الثالثة التي هبطت على شاطئ Sword في 6 يونيو 1944.  كان الاستيلاء على كاين هدفًا «طموحًا»، وصفه المؤرخ الرسمي LF Ellis ، كأحد أهم أهداف إنزال نورماندي المخصص للجنرال جون كروكر والقوات الأولى البريطانية I Corps.  دعت عملية أوفرلورد الجيش البريطاني الثاني (اللفتنانت جنرال مايلز ديمبسي) لتأمين المدينة ثم تشكيل خط أمامي من كومون لافينتي إلى الجنوب الشرقي من كاين. كانت النية هي الحصول على مساحة للمطارات وحماية الجناح الأيسر للجيش الأمريكي الأول (اللفتنانت جنرال عمر ن. برادلي) أثناء خوضه معركة شيربورج. 
كان امتلاك كاين والمناطق المحيطة بها من شأنه أن يمنح الجيش الثاني منطقة انطلاق مناسبة للاندفاع جنوبًا للاستيلاء على فاليز، والتي يمكن استخدامها كمحور للتحرك إلى اليسار للتقدم في أرجينتان ثم باتجاه نهر توك.  أعاق الازدحام في رأس الجسر أدى إلى تأخير نشر الدعم المدرع وأجبر على تحويل الجهد لمهاجمة المواقع الألمانية المتمسكة بقوة على طول 9.3 ميل (15.0 كـم) إلى المدينة، لم تتمكن فرقة المشاة الثالثة من مهاجمة كاين بالقوة في D-Day وأوقفتها فرقة بانزر 21.  فشلت هجمات المتابعة مع وصول التعزيزات الألمانية. بعد التخلي عن المواجهة المباشرة أُطلقت عملية Perch - وهي هجوم كماشة قام به القوات الأولى والفيلق 30 XXX Corps - في 7 يونيو، لتطويق كاين من الشرق والغرب.  
قامت فرقة Panzer 21 بإيقاف I Corps ، الذي كان يضرب جنوبًا من رأس جسر Orne ، وكذلك قامت فرقة بانزر ليهر Panzer-Lehr-Division بإيقاف هجوم XXX Corps غرب كاين أمام Tilly-sur-Seulles.   لإجبار بانزر-ليهر على الانسحاب أو الاستسلام وللحفاظ على سلاسة العمليات، دُفع جزء من الفرقة المدرعة السابعة عبر فجوة في خط الجبهة الألمانية بالقرب من كومونت واستولت على فيلير بوكاج.   أدت معركة فيلير بوكاج إلى تعرض طليعة الفرقة المدرعة السابعة لكمين وانسحابها من المدينة ولكن بحلول 17 يونيو، أُجبرت فرقة بانزر ليهر أيضًا على العودة واستولى فيلق XXX على تيلي سور سولس.  
توقف هجوم آخر للفرقة المدرعة السابعة والعمليات الهجومية الأخرى عندما هبطت عاصفة شديدة على بحر المانش في 19 يونيو.  استمرت العاصفة لمدة ثلاثة أيام وأخرت زيادة قوات الحلفاء.  عادت معظم قوافل سفن الإنزال والسفن الموجودة بالفعل في البحر إلى الموانئ في بريطانيا، وكذلك عادت الصنادل المقطوعة والأحمال الأخرى (بما في ذلك 2.5 ميل (4.0 كـم) من الطرق العائمة لموانئ مولبيري) وتُركت 800 مركبة تقطعت بهم السبل على شواطئ نورماندي حتى المد الربيعي في يوليو. 
بدأ التخطيط للهجوم الثاني، عملية Dreadnought ، من رأس جسر Orne من قبل الفيلق الثامن البريطاني (اللفتنانت جنرال ريتشارد أوكونور)، وذلك بالالتفاف على كاين من الشرق.  أُلغيت عملية Dreadnought بعد اعتراضات من O'Connor بعد دراسة الأرض ونُظر في هجوم على Evrecy لكنه رُفض.  أوقف الطقس من 19 إلى 22 يونيو طائرات الحلفاء، واستغل الألمان فترة الراحة من الهجمات الجوية لتحسين دفاعاتهم. جرى حماية مواقع المشاة بحقول الألغام ومدافع 88مم وعمل سياج وغابات تغطي الطرق المؤدية إلى كاين. 

## هوامش
1. ↑  "The quick capture of that key city Caen and the neighbourhood of Carpiquet was the most ambitious, the most difficult and the most important task of Lieutenant-General J. T. Crocker's I Corps".[3] تشيستر ويلموت wrote that "The objectives given to Crocker's seaborne divisions were decidedly ambitious, since his troops were to land last, on the most exposed beaches, with the farthest to go, against what was potentially the greatest opposition."[4]